# Zatania
Zatania is een geslacht van mieren uit de onderfamilie van de Formicinae (Schubmieren).

## Soorten
- Z. albimaculata (Santschi, 1930)
- Z. cisipa (Smith, D.R. & Lavigne, 1973)
- Z. gibberosa (Roger, 1863)
- Z. gloriosa LaPolla, Kallal & Brady, 2012
- Z. karstica (Fontenla Rizo, 2000)